# Stenobermuda brucei
Stenobermuda brucei är en kräftdjursart som beskrevs av Brian Frederick Kensley och Marilyn Schotte 2002. Stenobermuda brucei ingår i släktet Stenobermuda och familjen Stenetriidae.
Artens utbredningsområde är Tanzania. Inga underarter finns listade i Catalogue of Life.